# Eamon Kissane
Eamon Kissane (auch Eamonn, irisch Éamon Ó Ciosáin; * 13. Januar 1899 in Tralee, County Kerry; † 20. Mai 1979 ebenda) war ein irischer Politiker der Fianna Fáil (FF), der zwischen 1932 und 1951 Mitglied des Dáil Éireann, des Unterhauses des Parlaments (Oireachtas) der Republik Irland, sowie von 1951 bis 1965 Mitglied des Oberhauses (Seanad Éireann) war. Er bekleidete zudem zahlreiche Posten als Parlamentarischer Sekretär in verschiedenen Regierungen.

## Leben
Eamon Kissane absolvierte nach dem Schulbesuch ein Studium der Rechtswissenschaften am University College Cork (UCC) und war nach der Zulassung bei der Anwaltskammer (The Honorable Society of King’s Inns) als Rechtsanwalt tätig. Er kandidierte für die Fianna Fáil (FF) im Wahlkreis Kerry bei den Wahlen am 16. Februar 1932 erstmals für ein Mandat im Dáil Éireann, des Unterhauses des Parlaments (Oireachtas) der Republik Irland, und wurde mit 7.364 (12,21 Prozent) als Zweitplatzierter in diesem Wahlkreis zum Abgeordneten (Teachta Dála) gewählt. Er gehörte dem Dáil Éireann als Vertreter dieses Wahlkreises nach seiner Wiederwahl am 24. Januar 1933 bis zum 1. Juli 1937 an, wobei er bei der Wahl am 24. Januar 1933 mit 10.238 Stimmen (15,17 Prozent) das beste Ergebnis in diesem Wahlkreis erhielt. Bei den Wahlen am 1. Juli 1937 wurde er dann für die Fianna Fáil im Wahlkreis Kerry North zum Mitglied des Dáil Éireann gewählt und vertrat diesen Wahlkreis nach seinen Wiederwahlen am 17. Juni 1938, 23. Juni 1943, 30. Mai 1944 und am 4. Februar 1948 bis zu seiner Wahlniederlage am 14. Mai 1951 an, bei der er nur noch 4868 Stimmen (13,8 Prozent) erhielt.
Am 10. Februar 1943	übernahm Kissane in der siebten Regierung De Valera das Amt als Parlamentarischer Sekretär beim Minister für Land und hatte dieses Amt bis zum 26. Juni 1943 inne. Nach der Wahl vom 23. Juni 1943 wurde er Parlamentarischer Geschäftsführer der Regierungsfraktion (Government Chief Whip) und bekleidete diese Funktion in der elften und zwölften Legislaturperiode bis zum 4. Februar 1948. Des Weiteren war er vom 2. Juli 1943 bis zum 9. Juni 1944 auch in der achten Regierung De Valera Parlamentarischer Sekretär bei Premierminister (Taoiseach) Éamon de Valera sowie zugleich auch Parlamentarischer Sekretär beim Verteidigungsminister. Die Posten als Parlamentarischer Sekretär bei Premierminister sowie als Parlamentarischer Sekretär bei Verteidigungsminister hatte er daraufhin vom 9. Juni 1944 bis zum 18. Februar 1948 auch in der neunten Regierung De Valera inne.
Nachdem Eamon Kissane bei den Wahlen am 14. Mai 1951 nur noch 2028 Stimmen (7,27 Prozent) erhielt und sein Mandat im Dáil Éireann verlor, wurde er von Éamon de Valera für einen vom Premierminister (Taoiseach) zu vergebenden Sitz im Senat (Seanad Éireann) nominiert, dem Oberhaus des Parlaments., und gehörte diesem bis 1954 an. Er bewarb sich bei den Wahlen am 14. Mai 1954 im Wahlkreis Kerry North für die Fianna Fáil noch einmal für ein Mandat im Dáil Éireann. Er erreichte allerdings nur 4580 Stimmen (12,74 Prozent) und verpasste dadurch abermals den Wiedereinzug in das Unterhaus des Parlaments. Allerdings wurde er anschließend 1954 als Vertreter der Gruppe Kultur und Bildung (Cultural and Educational Panel) wieder zum Mitglied des Senats gewählt und vertrat diese Gruppe nach seinen erneuten Nominierungen 1957 und 1961 bis 1965.